# Calyptophractus retusus
O pichiciego-maior (Calyptophractus retusus) é a única espécie de tatu do gênero Calyptophractus. Um pouco maiores do que os pichiciegos-menores (Chlamyphorus truncatus), são encontrados na região do chaco, desde o sudeste da Bolívia, passando pelo noroeste do Paraguai, até ao extremo-norte da Argentina.
De hábitos noturnos, os pichiciegos-maiores são animais raros, sendo que pouco se conhece a respeito de seu comportamento. Eles vivem dentro de tocas em regiões de solo quente e seco, evitando aventurar-se pela superfície. São bons cavadores e podem esconder-se muito rapidamente sob o solo. Sua dieta é composta principalmente de formigas e suas larvas, mas eles também alimentam-se de caracois, minhocas, raízes e outras partes de plantas.
A espécie foi descoberta pela ciência em 1859 na Bolívia, após um morador mostrar a Hermann Burmeister os restos mumificados de um animal. Como Herrmann Burmeister não soube identificar de qual espécie se tratava, este levou os restos do espécime a diversas instituições para que pudessem ser devidamente estudados e identificados.

## Descrição
Com comprimento do focinho ao ventre variando de 140 mm a 175 mm e uma cauda medindo aproximadamente 35 mm, a C. retusus é pouco maior que seus parentes mais próximos, os pichiciegos-menores. A carapaça dorsal desses animais, cujas cintas ou segmentos tem coloração variando do marrom-claro ao marrom-amarelado, é mole e está firmemente ligada à pele ao longo de todo o seu corpo, sendo que a cauda é arredondada e coberta de placas. Todas as 24 cintas da carapaça movimentam-se livremente. A pelagem, que é esparsa no dorso mas densa e lanuda na parte posterior do ventre do animal, tem cor branca.
As extremidades dos membros torácicos tem garras curvadas e muito fortes, enquanto que as extremidades dos membros pélvicos tem garras afiadas, adaptadas para a escavação.

## Sistemática
Os pichiciegos-maiores já estiveram subordinados ao  gênero Chlamyphorus, junto aos pichiciegos-menores, e eram referenciados na literatura científica como Chlamyphorus retusus. Evidências mais recentes, contudo, levaram os pichiciegos-maiores a serem classificados em um gênero próprio, o Calyptophractus, constituindo assim a única espécie de tatu deste, a Calyptophractus retusus.
A característica que diferencia tanto o pichiciego-maior quanto o pichiciego-menor das outras espécies de tatu é a sua carapaça pélvica, que é firmemente ligada à espinha e aos ossos da pelve. Além disso, em ambas as espécies a carapaça dorsal é composta de 24 segmentos, ou cintas, as quais, por serem ligadas através de tecidos flexíveis, são móveis. A extremidade posterior da carapaça dorsal termina abruptamente, como se tivesse sido truncada. A parte da carapaça que protege a cabeça do animal é menos desenvolvida na C. retusus do que na C. truncatus.
Ambas as espécies estão subordinadas à família dos tatus clamiforídeos. Dentro desta, os gêneros Calyptophractus e Chlamyphorus, junto aos gêneros Chaetophractus, Euphractus e Zaedyus, formam a sua própria subfamília, a Eufractíneos. Esta subfamília é o táxon-irmão da subfamília Tolipeutíneos, à qual pertencem, entre outras espécies, o tatu-bola-da-caatinga (Tolypeutes tricinctus), o tatuaçu (Priodontes) e o tatu-de-rabo-mole (Cabassous). De acordo com investigações biológico-moleculares, ambas as subfamílias já haviam divergido uma da outra há mais de 33 milhões de anos, no oligoceno.

## Reprodução
Como esta espécie é extremamente rara e nunca houve reprodução em cativeiro, o comportamento reprodutivo do Calyptophractus retusus ainda não foi estudado em detalhe. Depois da cópula, o óvulo permanece no útero da fêmea por vários meses. A exata duração do período de gestação é desconhecida, mas, por inferência, deve ser similar ao período de gestação médio das outras espécies de tatu, que é de 120 dias. Os pichiciegos-maiores dão à luz a varios filhores de cada vez, sendo que a ninhada é comumente composta de quatro filhotes. Um fato notável desta espécie é que todos os filhotes originam-se de um único óvulo, o que significa, em outras palavras, que as fêmeas dão à luz regularmente a quádruplos.
A carapaça dos recém-nascidos é mole e precisa de várias semanas para endurecer. Os filhotes de pichiciego-maior começam a caminhar logo após seu nascimento, com apenas algumas horas de vida ainda. Na maioria das espécies de tatu, os filhotes deixam de ser amamentados várias semanas após o nascimento. O período necessário aos filhotes de pichiciego-maior é, contudo, desconhecido. A maturidade sexual é atingida em média aos 12 meses de idade.

## Distribuição geográfica, habitat e ecologia
O Calyptophractus retusus habita as pradarias áridas na região do chaco, podendo ser encontrado desde o sudeste da Bolívia, passando pelo sudoeste do Paraguai, até ao extremo-norte da Argentina. Eles vivem em tocas escavadas em terreno seco e quente, frequentemente próximo a formigueiros, vindo a deixá-las ocasionalmente para aventurar-se na superfície. Os formigueiros são sua principal fonte de alimento, mas eles também alimentam-se de pequenos insetos, minhocas, caracois, raízes e outras partes de plantas.
De hábitos noturnos, os pichiciegos-maiores são raros, sendo que os cientistas ainda não puderam estudar o comportamento destes animais em detalhe. São bons escavadores, podendo fugir muito rapidamente, mas não são tão ágeis quanto os pichiciegos-menores. Assim como estes, os pichiciegos-maiores podem usar a placa posterior de sua carapaça para bloquear a entrada da toca onde se encontram, de maneira semelhante a uma rolha. Segundo relatos de observações feitas em campo, os animais desta espécie emitem gritos similares aos de um bebê humano.

## Biologia e conservação
Os pichiciegos-maiores não se dão bem em cativeiro. Entre 1996 e 2006 a Calyptophractus retusus era, de acordo com a União Internacional para a Conservação da Natureza e dos Recursos Naturais (IUCN), uma espécie ameaçada de extinção, com estado de conservação vulnerável, devido à destruição de seu habitat e a predação conduzida por cães domésticos. Entre 2006 e 2010 o risco de extinção da espécie era pouco preocupante, com estado de conservação quase-vulnerável. Desde 2010, contudo, a IUCN classifica o estado de conservação da espécie como dados insuficientes, pois não se conhece virtualmente nada sobre o estado populacional desta espécie.
As principais ameaças ao C. retusus são a destruição do seu habitat na região do chaco e a sua perseguição, que é ativa e baseia-se na crença de que esses animais trazem mau-agouro e são presságio de desastres. Por isso, uma redução variando de 20 a 25 % de sua população nos últimos anos é muito provável.
A presença de espécimes de pichiciego-maior foi registrada em algumas áreas protegidas na Bolívia, na reserva natural General Pizarro em Salta, na Argentina, e no parque nacional Defensores del Chaco, no Paraguai.

## Literatura
- Nowak, R.M (1999). Walker’s Mammals of the World (em inglês) 6ª ed. Baltimore, MD: Johns Hopkins University Press. p. 158-168